# Hertunjärvi
Hertunjärvi eller Herttuanjärvi är en sjö i Finland. Den ligger i kommunen S:t Michel i landskapet Södra Savolax, i den södra delen av landet, 200 km nordost om huvudstaden Helsingfors. Hertunjärvi ligger 76,6 meter över havet. Den ligger vid sjön Louhivesi. Arean är 2 kvadratkilometer och strandlinjen är 15,68 kilometer lång. Sjön  ingår i Vuoksens huvudavrinningsområde. 